# Источни фаланук
Мравоједа цибетка или фаланук (Eupleres goudotii) је врста звери из породице мадагаскарских звери (Eupleridae). 

## Распрострањење
Ареал врсте је ограничен на Мадагаскар.

## Станиште
Станишта врсте су шуме и мочварна и плавна подручја. 

## Угроженост
Ова врста је на нижем степену опасности од изумирања, и сматра се скоро угроженим таксоном.